# Лермонтов (город)
Ле́рмонтов — город краевого значения в Ставропольском крае России. Административный центр городского округа город Лермонтов.
Входит в состав особо охраняемого эколого-курортного региона Кавказские Минеральные Воды.

## География
Город расположен в 182 км к юго-востоку от Ставрополя, в Предкавказье, на южной окраине Ставропольской возвышенности, в центре курортов Кавказских Минеральных Вод; на предгорной (наклонной) равнине, в долине окружённой горами — непосредственно у подножия г. Шелудивой, с востока и юго-востока — западных (северо-западных) склонов горы Бештау и с северо-востока — г. Острой, в 5 км от железнодорожной станции Скачки (в черте города также имеется ж.-д. платформа Лермонтов — ныне недействующего пассажирского сообщения «Лермонтовский разъезд» — «Пятигорск» — «Скачки» — «ВинСады» — «Лермонтов»).

## История
Основан в 1953 году при строительстве Горно-химического рудного управления. В 1954 году населённый пункт рудоуправления № 10 был преобразован в рабочий посёлок Лермонтовский (назван в честь поэта Михаила Юрьевича Лермонтова).
Указом Президиума Верховного Совета РСФСР от 24 июля 1956 г. Лермонтовскому был присвоен статус города краевого подчинения. Указом Президиума Верховного Совета РСФСР от 11 августа 1967 г. город Лермонтовский переименован в Лермонтов.
В 1967 году специализированное значение города утратилось, возникли новые промышленные предприятия радиоэлектронной промышленности, приборостроения, средств автоматизации и систем управления и др.
В 1989 году Лермонтову подчинено село Острогорка.
8 февраля 1996 года утверждён герб города. Автор — Наталья Анатольевна Дудник.

## Население
| 1959    | 1970    | 1979    | 1989    | 1990    | 1991    | 1992    | 1993    | 1994    | 1995    |
| ------- | ------- | ------- | ------- | ------- | ------- | ------- | ------- | ------- | ------- |
| 10 926  | ↗15 063 | ↗18 785 | ↗20 772 | ↗23 651 | ↗24 184 | ↘22 000 | ↗24 713 | ↗24 828 | ↗25 062 |
| 1996    | 1997    | 1998    | 1999    | 2000    | 2001    | 2002    | 2003    | 2004    | 2005    |
| ↘24 500 | ↗25 293 | ↘22 500 | ↗25 254 | ↘22 300 | →22 300 | ↗22 964 | ↗23 000 | ↗24 921 | ↘22 700 |
| 2006    | 2007    | 2008    | 2009    | 2010    | 2011    | 2012    | 2013    | 2014    | 2015    |
| ↘22 600 | ↘22 400 | ↘22 300 | ↗22 327 | ↗22 541 | ↗22 559 | ↗22 610 | ↗22 680 | ↗22 771 | ↘22 741 |
| 2016    | 2017    | 2018    | 2019    | 2020    | 2021    | 2023    | 2024    | 2025    |         |
| ↘22 635 | ↘22 477 | ↗22 612 | ↘22 601 | ↗22 891 | ↘22 444 | ↗22 887 | ↗23 225 | ↗23 336 |         |

На 1 января 2025 года по численности населения город находился на 595-м месте из 1124 городов Российской Федерации.
Гендерный состав
По итогам переписи населения 2010 года проживали 10 059 мужчин (44,63 %) и 12 482 женщины (55,37 %).
Национальный состав
По итогам переписи населения 2010 года проживали следующие национальности (национальности менее 1 %, см. в сноске к строке "Другие"):
| Национальность | Численность | Процент |
| -------------- | ----------- | ------- |
| Русские        | 18 633      | 82,66   |
| Украинцы       | 488         | 2,16    |
| Армяне         | 429         | 1,90    |
| Другие         | 2991        | 13,27   |
| Итого          | 22 541      | 100,00  |

По итогам переписи населения 2020 года проживали следующие национальности (национальности менее 1 % и другое, см. в сноске к строке «Другие»):
| Национальность | Численность, чел. | Доля     |
| -------------- | ----------------- | -------- |
| Русские        | 21 040            | 93,74 %  |
| Армяне         | 335               | 1,49 %   |
| Другие         | 1069              | 4,76 %   |
| Итого          | 22 444            | 100,00 % |

## Инфраструктура
- Дворец культуры[39]
- Централизованная библиотечная система"[40]
- Клиническая больница № 101 ФМБА России[41]. Открыта 4 апреля 1951 года как медико-санитарная часть № 101 3-го Главного медицинского управления[42]

## Культура
- Хор ветеранов войны и труда «Вечерняя зоренька» Дворца культуры. Основан 18 апреля 1965 года[43]

## Образование
В городе десять детских садов, четыре школы, учреждения дополнительного и высшего образования.

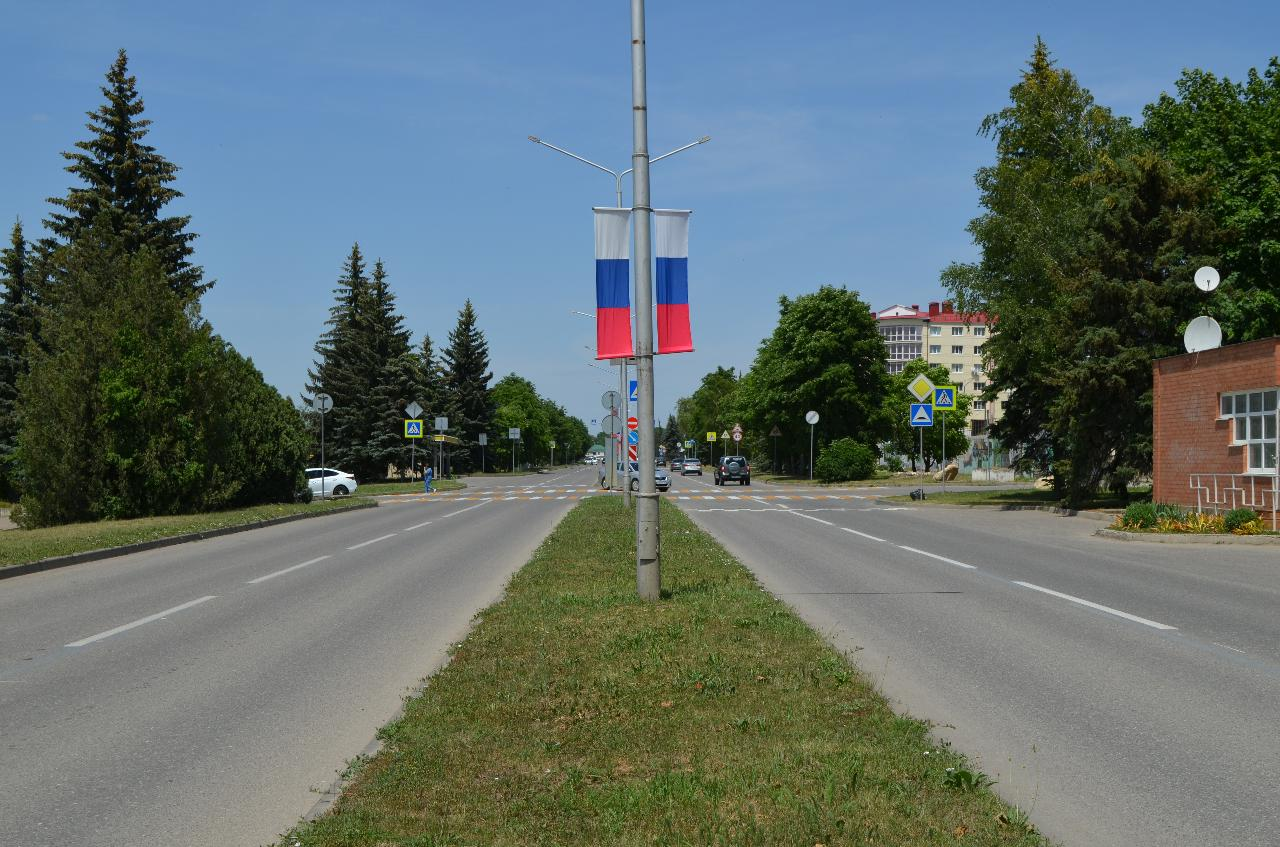
Город Лермонтов. Проспект Лермонтова

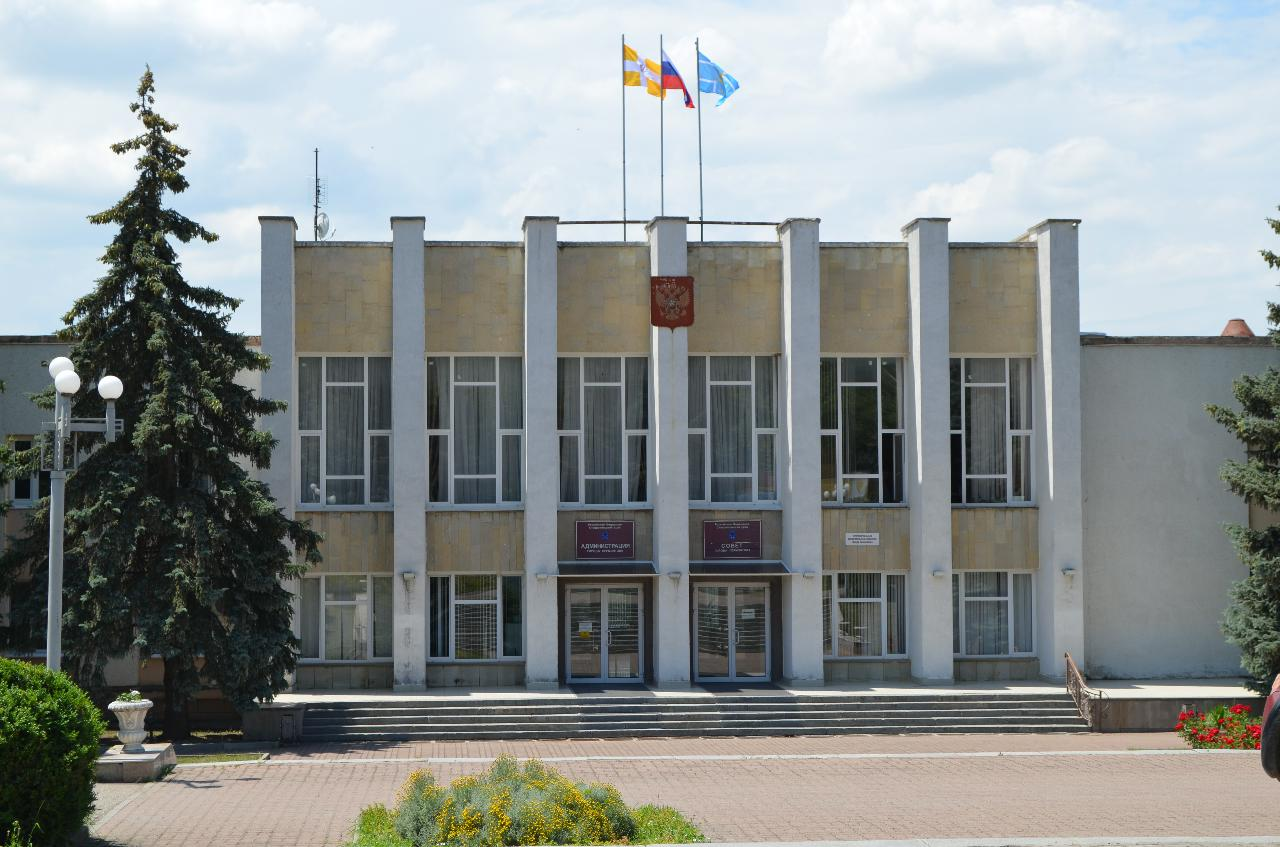
Администрация города Лермонтов

## Промышленность
В городе действует 34 предприятия промышленных видов деятельности (из них — 8 крупных и средних). Важнейшими промышленными объектами на территории города Лермонтова являются:
- «Гидрометаллургический завод» (производство минеральных удобрений);
- «Электромеханический завод» (производство электронасосов, электродвигателей, водоочистительных установок и другого электрооборудования);
- предприятия «Лермонтовский меховой комбинат» и «Прогресс» (пошив меховых изделий);
- компания «Полипак» (производство полипропиленовой пищевой тары);
- компания «СлавПласт» (производство пластиковых сеток);
- пищекомбинат «Фаворит» (переработка сельскохозяйственной продукции) и ряд других[46].

## Города-побратимы
- Осейдж, США (с 1992 года)[5].

## Почётные граждане города Лермонтова
На 19 августа 2023 года 31 человек удостоены почётного звания

## Спорт
- Футбольная команда «Труд» — Обладатель Кубка РСФСР 1970 года[48]
- В 2002 и 2007 годах на стадионе «Бештау»[49] проводил свои домашние матчи футбольный клуб первого дивизиона «Терек» (ныне — «Ахмат») из Грозного, а 27 июня 2007 года прошёл матч 1/16 финала Кубка России-2007/08 «Терек» — «Спартак» (Москва)[50].
- В 2019/2020 годах стадион «Бештау» был домашним для команды «Интер» (Черкесск).

## Религия
Русская Православная Церковь
- Церковь преподобного Сергия Радонежского (Горная ул., 3)
- Церковь великомученика и победоносца Георгия[51]

Протестантские церкви
- Молитвенный дом адвентистов седьмого дня (Спортивная ул., 16)
- Молитвенный дом евангельских христиан-баптистов (Пятигорская ул., 13А)

## Средства массовой информации
Телевидение
- Телерадиостудия «Слово»[52]. Еженедельный выпуск теленовостей

Газеты
- Лермонтовские известия

## События
Попытка штурма мэрии в феврале 2012 года
21 февраля 2012 года в г. Лермонтов произошла попытка штурмом взять местную мэрию. Причиной конфликта стал отказ в регистрации оппозиционных кандидатов в городской совет Лермонтова. Изначально, выборы должны были пройти в один день с президентскими — 4 марта.
Более 10 кандидатов в горсовет объявили голодовку. Поддержавшие их лица решили штурмовать здание мэрии, однако полиция заблокировала двери. Нападающие не отступали и, сломив сопротивление правоохранительных органов, к голодающим присоединились ещё около 30 человек.
22 февраля сообщалось об отключении местного телевидения. В дальнейшем эта информация опровергалась. К 8 голодающим (остальные после переговоров с представителями властей покинули здание администрации) прибыл представитель Следственного комитета России, которому они намеревались предоставить конкретные факты того, что они считали подлежащими уголовному преследованию действия горизбиркома.
1 марта 2012 года полномочный представитель президента Александр Хлопонин встретился с голодающими и убедил их прекратить голодовку.
2 марта 2012 года суд отменил назначенные на 4 марта выборы в горсовет. Представитель крайизбиркома Евгений Демьянов высказал предположение, что выборы в горсовет, вероятнее всего, будут проведены 17 июня.

## Объекты культурного наследия
Памятники монументального искусства
- Памятник В. И. Ленину[60]. Открыт в октябре 1959 года на городской площади. Авторы проекта — архитектор П. П. Еськов и скульптор А. В. Протопопов[6].
- Памятник М. Ю. Лермонтову. Открыт 26 июня 1981 года на центральной аллее городского парка. Авторы — скульптор, народный художник РСФСР О. К. Комов; заслуженный архитектор РСФСР Н. А. Ковальчук, архитектор Ю. Г. Пьянков[4].
- Памятник горнякам — основателям города Лермонтова. Установлен в 2011 году в начале улицы Ленина[61]. Автор проекта — скульптор С. И. Авакова[62].
- Обелиск-памятник «Могила неизвестного солдата, погибшего в борьбе с фашистами в годы Великой Отечественной войны 1941-1945 гг.». Открыт 23 февраля 1977 года[63]

Памятники истории
- Здание первой школы города. 1956 год[64].
- Первый жилой дом в городе[65]

Памятники архитектуры
- Дворец им. С. М. Кирова. 1957 год[66].

## Фильмы о городе
- Диалог с миром (1993) ТРС "СЛОВО"